# Dimyoidea
Super-famille
Les Dimyoidea sont une super-famille de mollusques bivalves.

## Liste des familles
Selon World Register of Marine Species (11 décembre 2020) :
- famille Dimyidae P. Fischer, 1886